# Pachyphyllum micranthum
Pachyphyllum micranthum är en orkidéart som beskrevs av Rudolf Schlechter. Pachyphyllum micranthum ingår i släktet Pachyphyllum och familjen orkidéer.
Artens utbredningsområde är Colombia. Inga underarter finns listade i Catalogue of Life.